# Fred van Leer
Fred van Leer (Alblasserdam, 18 de septiembre de 1976) es un estilista, drag queen y presentador holandés. Van Leer es conocido por haber participado como juez en el programa de televisión holandés Holland's Next Top Model. En 2020, fue nombrado anfitrión de la adaptación holandesa de RuPaul's Drag Race.

## Carrera profesional
Desde los 19 hasta los 28 años, van Leer trabajó como estilista en los clubs nocturnos Now&Now. Desde los 25 años, van Leer ha trabajado profesionalmente como estilista. Proporcionó el estilismo para programas de televisión, bandas, revistas y programas.
Durante las décadas de 1990 y 2000, van Leer fue una de las drag queens más destacadas de los Países Bajos.
A principios de la década de 2010, van Leer comenzó a aparecer en varios programas de televisión, incluido Holand's Next Top Model, Say Yes to the Dress Benelux, y desde 2020 actúa como presentador en Drag Race Holland.

## Vida personal
Van Leer es abiertamente gay.

## Filmografía

### Televisión
| Año          | Título                           | Papel                        | Notas      | Ref.  |
| ------------ | -------------------------------- | ---------------------------- | ---------- | ----- |
| 2011–16      | Holland's Next Top Model         | Juez                         |            | [ 5 ] |
| 2012–15      | Shopping Queens                  | Presentador                  |            |       |
| 2012         | Wie is de reisleider?            |                              |            |       |
| 2015         | Ranking the Stars (Nederland)    | Concursante                  |            |       |
| 2015         | Shopping Queens VIPS             | Presentador                  |            | [ 6 ] |
| 2017         | Chantal blijft slapen            | Invitado                     | 1 episodio |       |
| 2017         | Risky Rivers                     | Invitado                     | 1 episodio |       |
| 2017         | Oh, wat een jaar!                | Invitado                     | 1 episodio |       |
| 2017         | Een goed stel hersens            | Invitado                     | 1 episodio |       |
| 2018         | Say Yes to the Dress Benelux     | Presentador                  |            | [ 7 ] |
| 2018         | Fred van Leer: Alles uit de kast | Presentador                  |            |       |
| 2019         | 6 Inside                         | Insider                      |            |       |
| 2020–present | Drag Race Holland                | Presentador y juez principal |            | [ 3 ] |
| 2020         | I Can See Your Voice             | Panelista                    |            |       |
| 2021         | Chantals Beauty Camper           | Presentador                  |            | [ 8 ] |
| 2021         | Make Up Your Mind                | Panelista                    |            | [ 9 ] |

### Películas
| Año  | Título                     | Papel | Ref.   |
| ---- | -------------------------- | ----- | ------ |
| 2017 | Huisvrouwen bestaan niet   | Bram  | [ 10 ] |
| 2019 | Huisvrouwen bestaan niet 2 | Bram  |        |